# Ampharete falcata
Ampharete falcata är en ringmaskart som beskrevs av Eliason 1955. Ampharete falcata ingår i släktet Ampharete och familjen Ampharetidae. Arten är reproducerande i Sverige. Inga underarter finns listade i Catalogue of Life.